# Тарданак
Тарданак — богатырь алтайских народов. Входит в сказки на классическую тему о Полифеме или русские про Лихо одноглазое. Роль чудовища-великана играет Ельбегем, роль Одиссея или Ивана Царевича, избегающего опасности быть сваренным и съеденным, — мальчик Тарданак. Сказки о Тарданаке — один из многих вариантов широко распространенного сказания о великане-людоеде.